# Південноказахстанський край
Південно-Казахстанський край — край в південній частині Казахстану. Існував з 3 травня 1962 по 1 грудня 1964 року. Адміністративний центр — місто Чимкент.

## Історія
Створений 3 травня 1962 року. До складу краю входили Джамбульська, Кзил-Ординська та Чимкентська області. Указом Президії Верховної ради Казахської РСР 1 грудня 1964 року Південно-Казахстанський край було ліквідовано.

## Керівництво краю

### 1-і секретарі Південно-Казахстанського крайового комітету КП Казахстану
- 1962—1963 — Юсупов Ісмаїл Абдурасулович
- 1963—1964 — Ніязбеков Сабір Білялович

### Голови виконавчого комітету Південно-Казахстанської крайової ради
- 1962—1963 — Морозов Андрій Костянтинович
- 1963—1964 — Пітулов Панас Зіновійович